# Тед Кулонгоскі
Теодор Ральф «Тед» Кулонгоскі (англ. Theodore Ralph «Ted» Kulongoski; нар. 5 листопада 1940, Сент-Луїс, Міссурі) — американський політик-демократ. Він був губернатором штату Орегон з 2003 по 2011 рік.

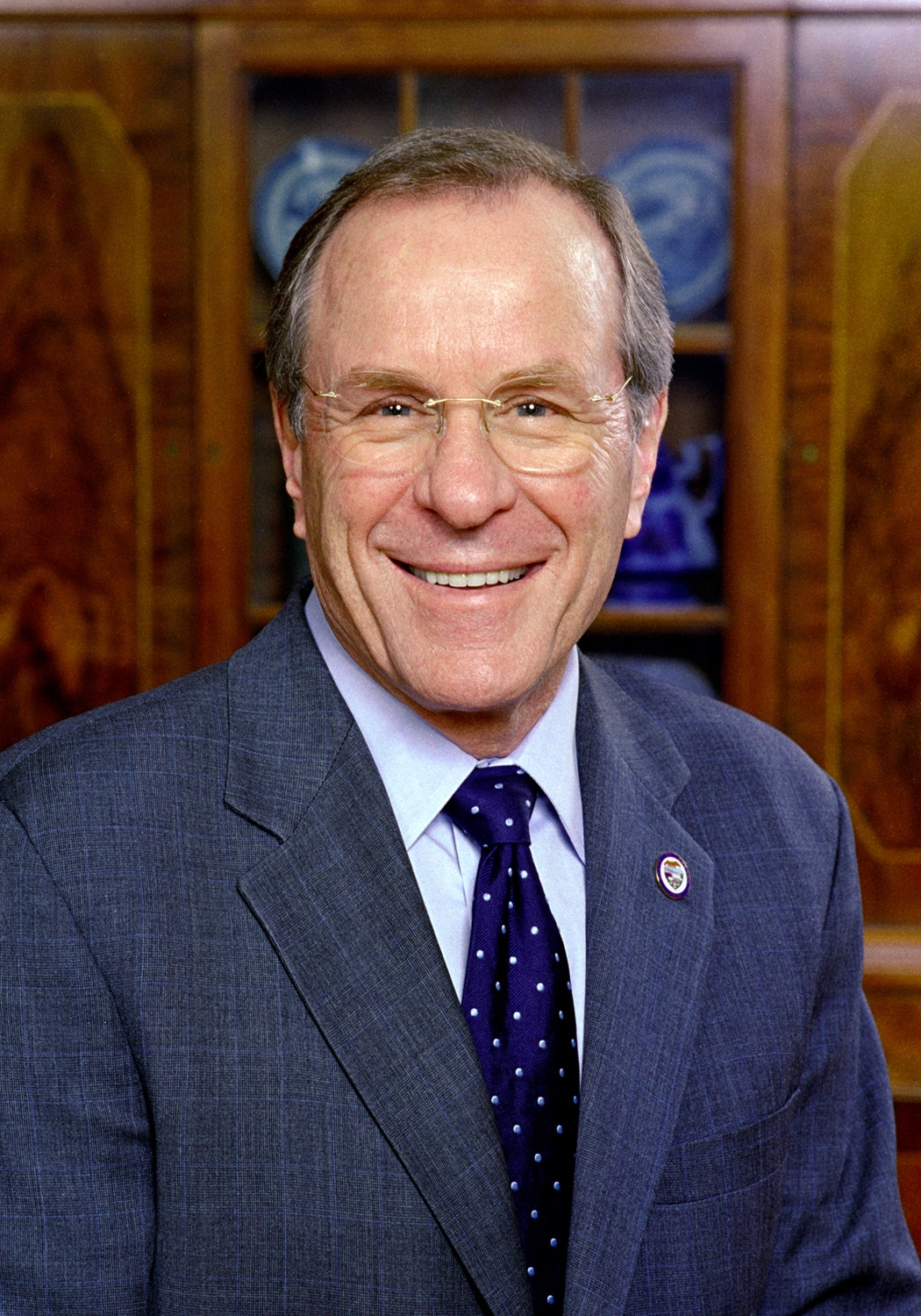
Тед Кулонгоскі

Кулонгоскі народився у сільському районі Міссурі та виріс у Сент-Луїсі, штат Міссурі. Він є католиком і має польське походження. Його батько помер, коли йому було чотири роки. Кулонгоскі навчався у католицькому інтернаті, у лавах морської піхоти США брав участь у В'єтнамській війні. Він закінчив Університет Міссурі, отримав ступінь бакалавра і диплом юриста. Після закінчення навчання він переїхав до Юджина, штат Орегон, де працював адвокатом, спеціалізується у галузі трудового права.
Він намагався стати членом Сенату США у 1980 році, але програв республіканцю Бобу Паквуду. Два роки потому, він програв губернаторські вибори проти чинного губернатора. Він був генеральним прокурором Орегону 1993 по 1997, а потім суддею у Верховному суді штату з 1997 по 2001.